# Valvi
Valvi Alimentació i Serveis, S.L. és una empresa de distribució catalana que gestiona 70 supermercats amb els noms comercials de Valvi, SPAR, EUROSPAR i Spar Express. Es tracta de la xarxa de supermercats independents més important de la província de Girona.
Després d'un període de sis anys durant el qual els supermercats de l'empresa es coneixien com a Fàmila, el 2003 es recuperà el nom històric «Valvi», els orígens del qual es remunten al 1976.